# Dekanat Poznań-Winogrady
Dekanat Poznań-Winogrady – jeden z 43 dekanatów archidiecezji poznańskiej. Utworzony 8 kwietnia 2004 przez wydzielenie parafii z dekanatów Poznań-Piątkowo i Poznań-Jeżyce. Zgodnie ze stanem na październik 2023 funkcje dziekana pełni  ks. kan. Witold Parecki, proboszcz parafii Świętych Aniołów Stróżów. 

## Parafie
- parafia Świętych Aniołów Stróżów w Poznaniu (os. Kosmonautów)
- parafia św. Jana Bosko w Poznaniu (południowe Winogrady)
- parafia św. Jana Vianneya w Poznaniu (Sołacz)
- parafia św. Karola Boromeusza w Poznaniu (os. Pod Lipami, Wilczak)
- parafia św. Moniki w Poznaniu (Stary Strzeszyn)
- parafia Matki Bożej Pocieszenia w Poznaniu (Podolany)
- parafia Matki Bożej Zwycięskiej w Poznaniu (os. Zwycięstwa)
- parafia św. Ojca Pio z Pietrelciny w Poznaniu (Strzeszyn Grecki, Strzeszyn Literacki, Osiedle Wojskowe)
- parafia św. Stanisława Kostki w Poznaniu (Winiary)
- parafia Wniebowstąpienia Pańskiego w Poznaniu (os. Wichrowe Wzgórze)

Sąsiednie dekanaty:
- przeźmierowski
- Poznań-Piątkowo
- czerwonacki
- Poznań-Nowe Miasto
- Poznań-Stare Miasto
- Poznań-Jeżyce

## Kościoły parafialne
- Kościół Świętych Aniołów Stróżów w Poznaniu
- Kościół św. Jana Bosko w Poznaniu (salezjanie)
- Kościół św. Jana Vianneya w Poznaniu
- Kościół św. Karola Boromeusza w Poznaniu
- Kościół św. Moniki w Poznaniu (w budowie)
- Kościół Matki Bożej Pocieszenia w Poznaniu
- Kościół Matki Bożej Zwycięskiej w Poznaniu
- Kościół św. Ojca Pio z Pietrelciny w Poznaniu
- Kościół św. Stanisława Kostki w Poznaniu
- Kościół Wniebowstąpienia Pańskiego w Poznaniu

## Galeria

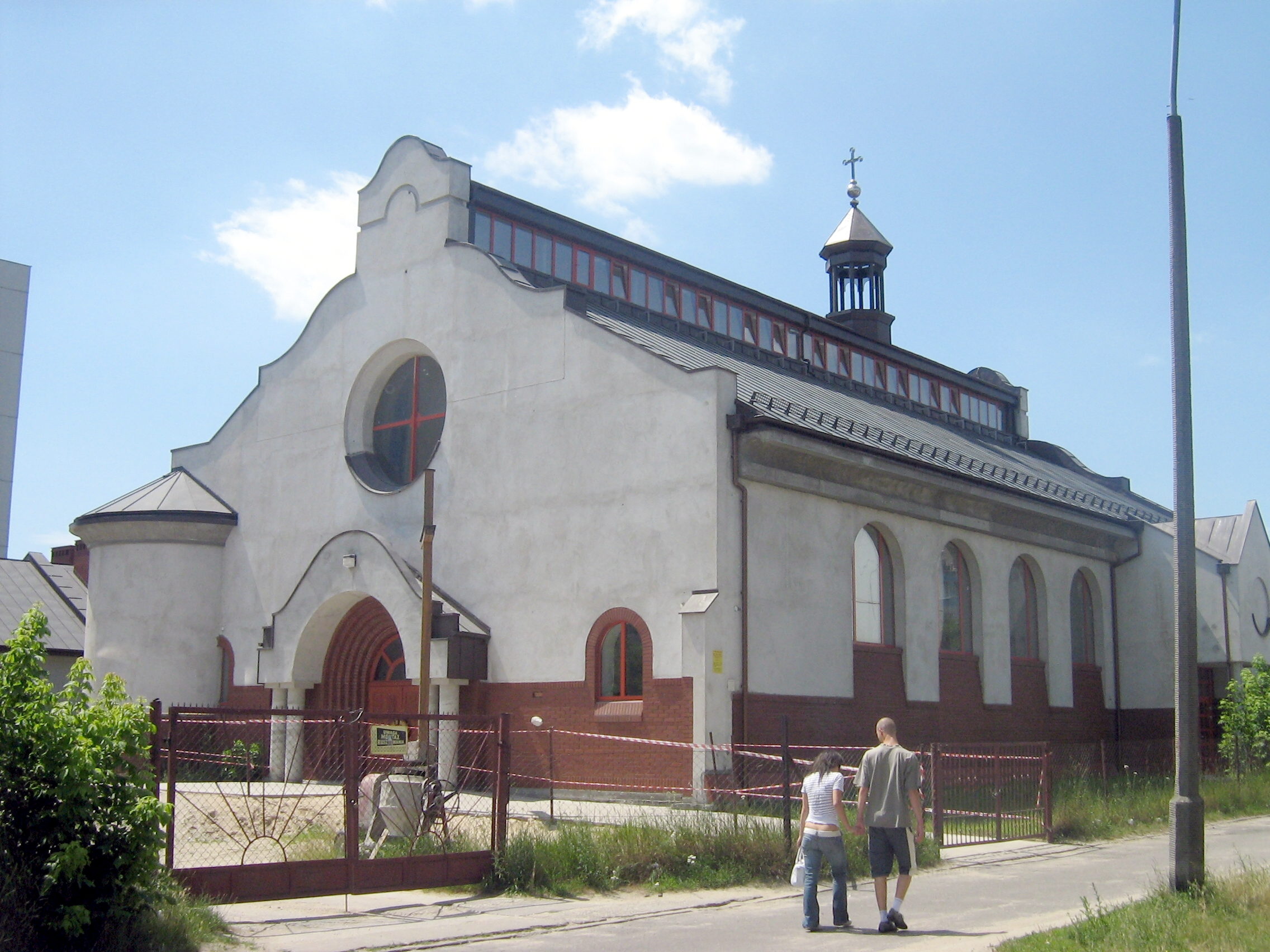
Kościół św. Aniołów Stróżów
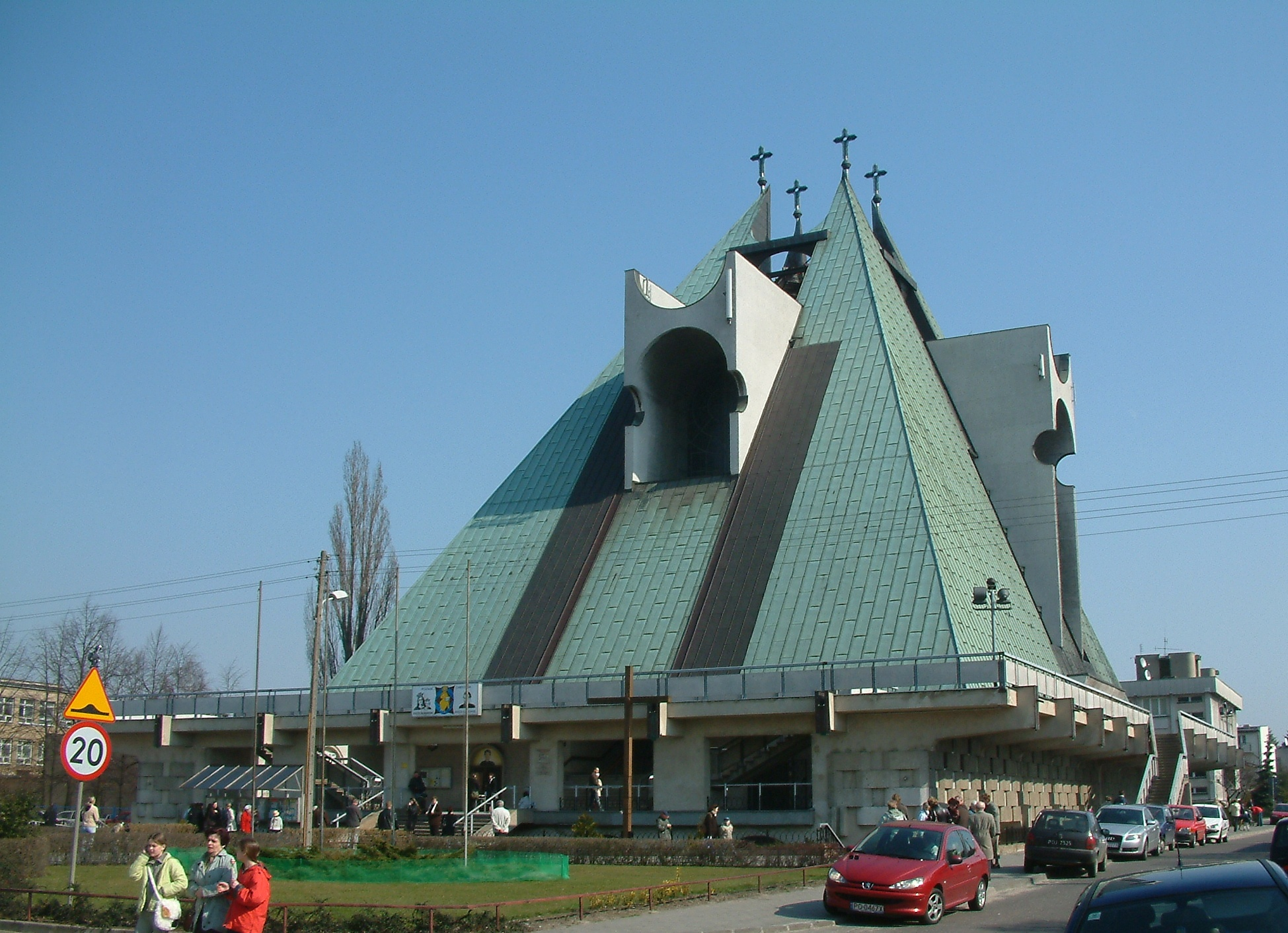
Kościół św. Jana Bosko
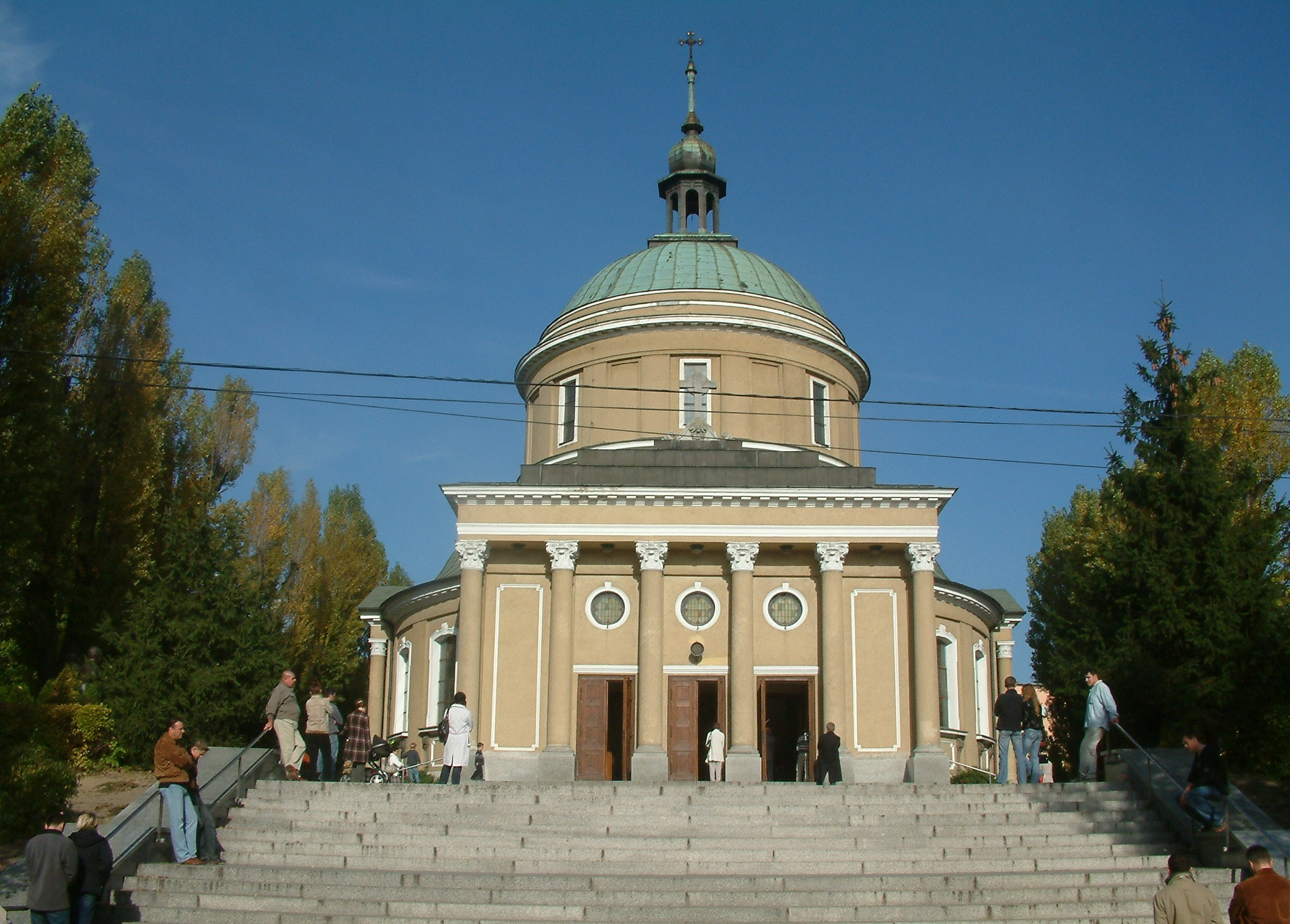
Kościół św Jana Vianneya
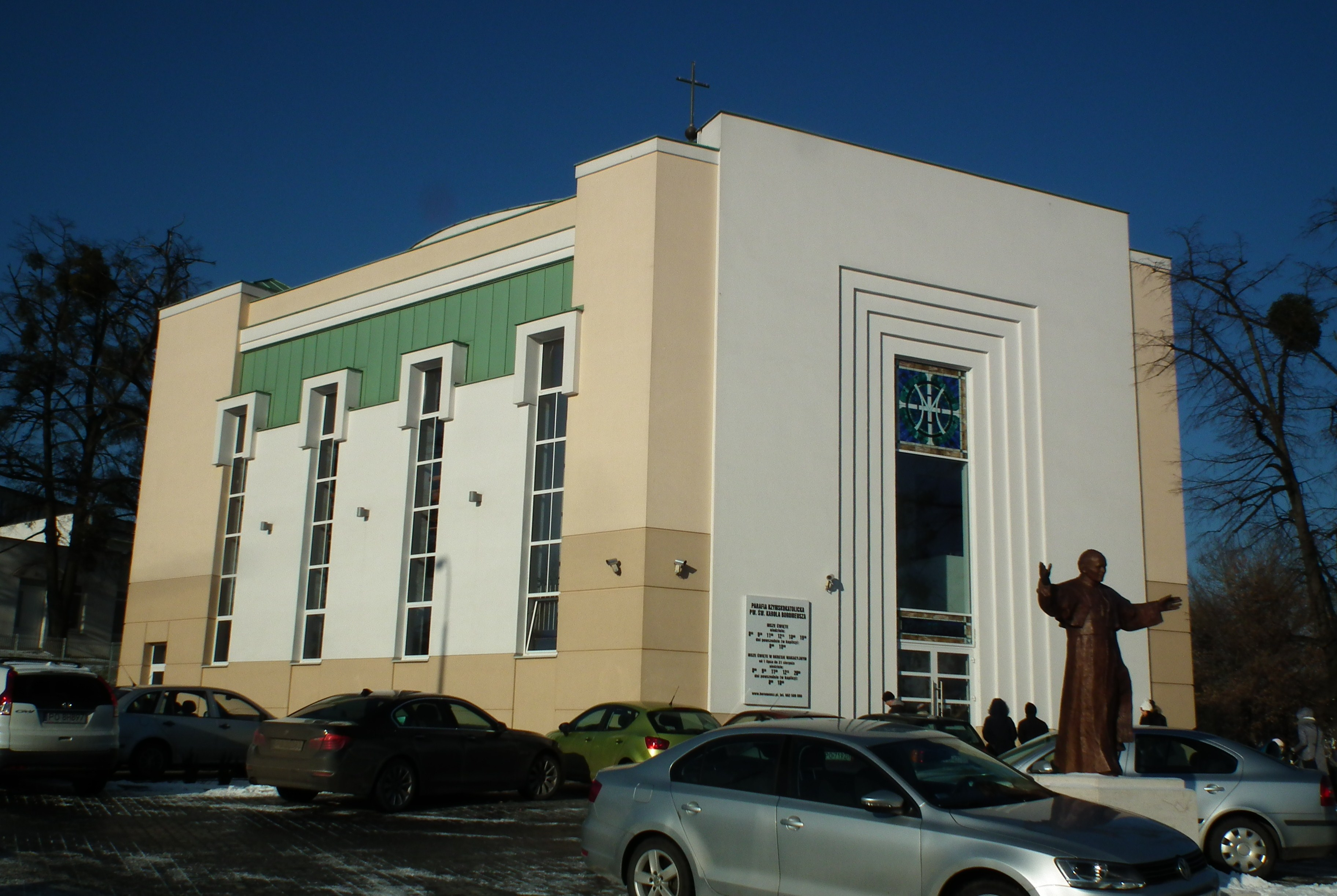
Kościół św. Karola Boromeusza
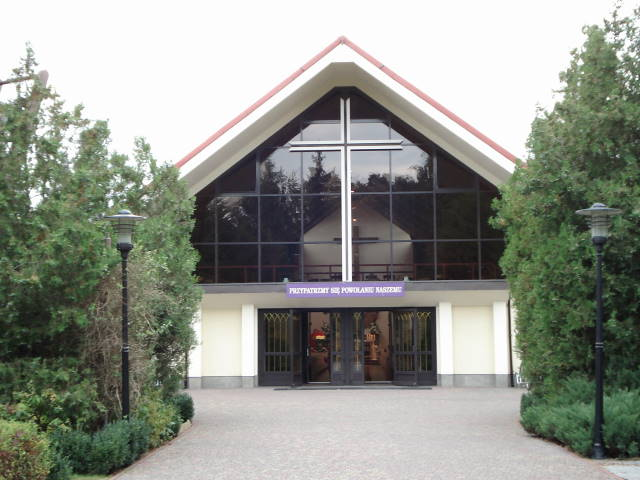
Kościół Matki Bożej Pocieszenia
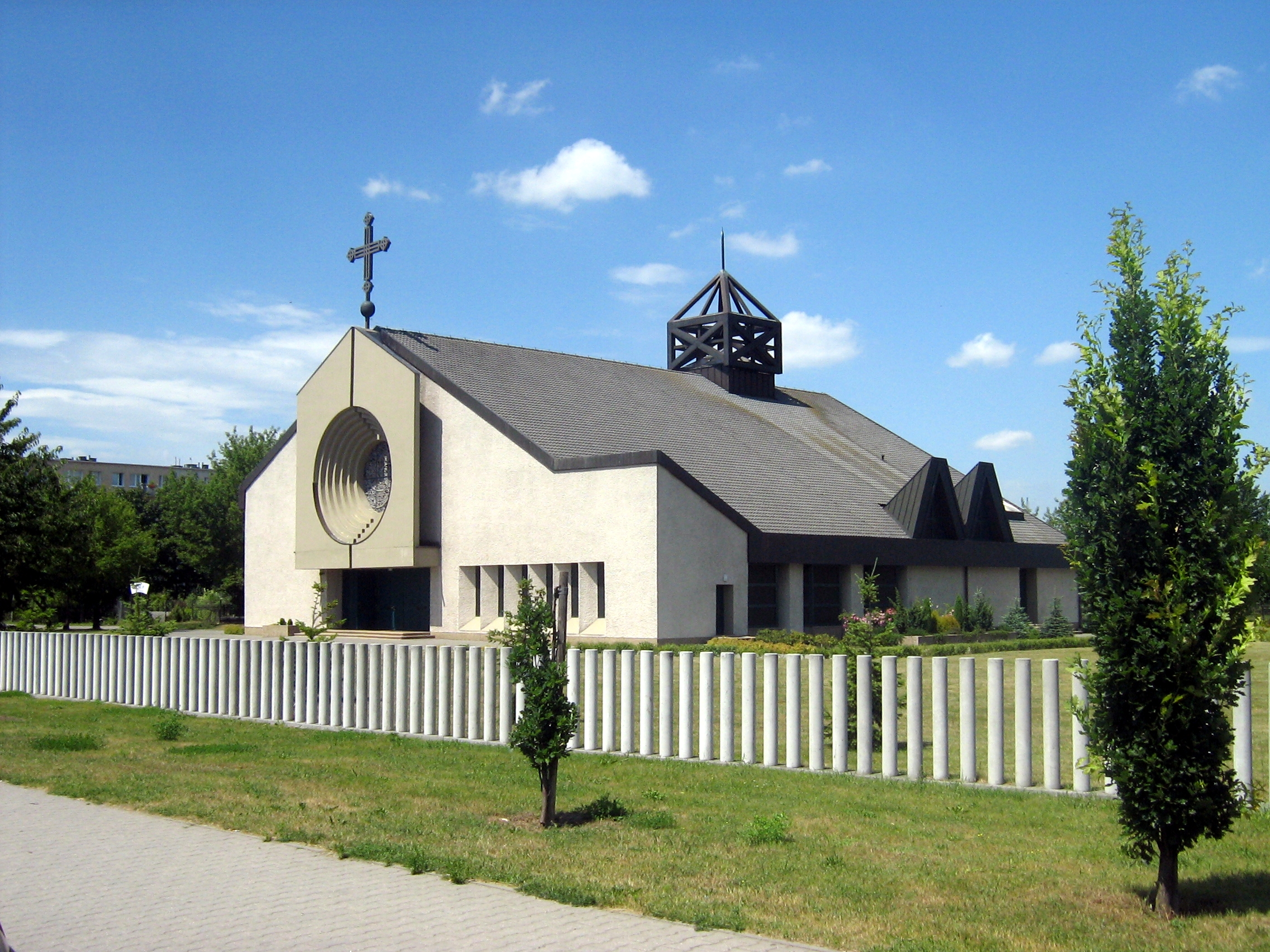
Kościół Matki Bożej Zwycięskiej
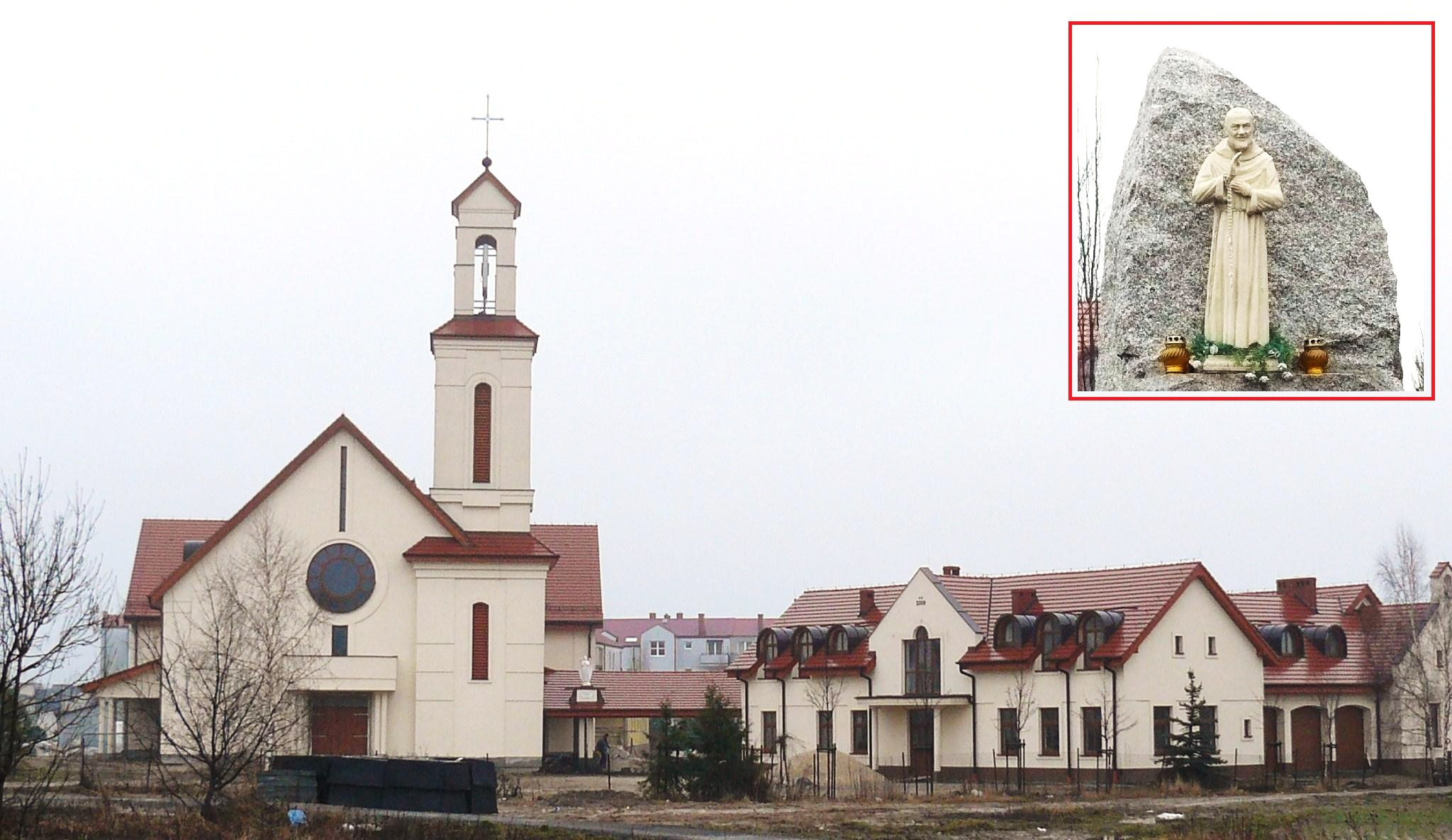
Kościół św. Ojca Pio z Pietrelciny
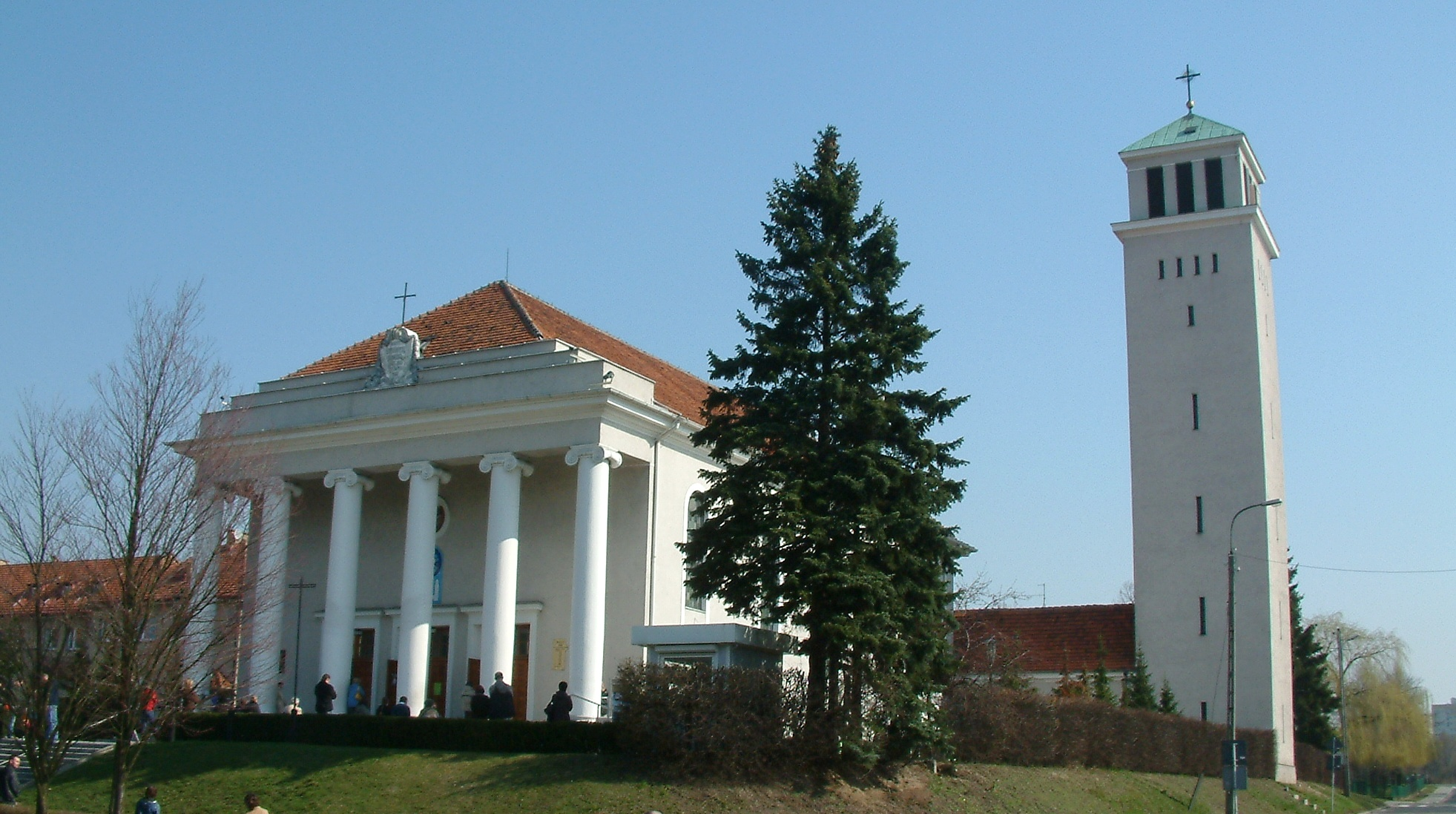
Kościół św. Stanisława Kostki
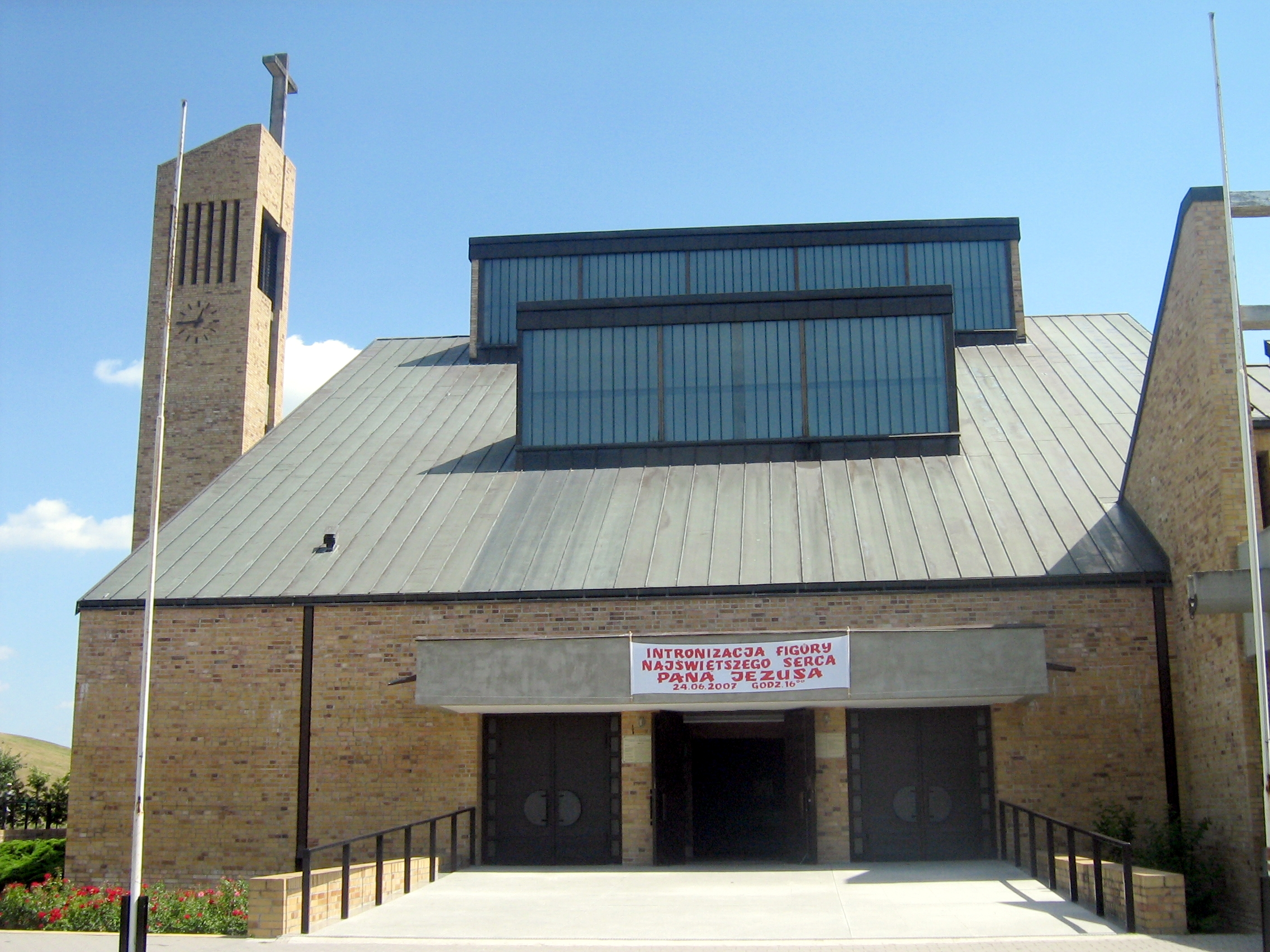
Kościół Wniebowstąpienia Pańskiego